# 山崎元
山崎 元（やまざき はじめ、1958年5月8日 - 2024年1月1日）は、日本の経済評論家。国家公務員共済組合連合会資産運用委員会委員、株式会社マイベンチマーク代表、楽天証券経済研究所客員研究員（2005年～2023年3月）、獨協大学経済学部特任教授（2010年度〜2015年度）。
専門分野は資産運用及び経済全般の分析。お金の運用、経済一般、転職と自己啓発といった分野で活動していた。

## 経歴
北海道札幌南高等学校、1981年に東京大学経済学部卒業後、三菱商事入社。以後、12回の転職（→野村投信→住友生命→住友信託→シュローダー投信→バーラ（en:Barra, Inc.）→メリルリンチ証券→パリバ証券→山一證券→第一勧業アセットマネジメント→明治安田生命→UFJ総研→楽天証券）をしている。山一證券在籍時の1997年、同社の自主廃業を経験する。2005年、楽天証券経済研究所客員研究員に就任し、2023年3月に同社退職。
2022年8月に食道がんを告知され闘病していたが、2024年1月1日、東京都内の自宅で死去した。65歳没。

## 人物
ほぼ毎日酒を飲んでおり、特にウィスキーをストレートで飲むのを好んだが、2022年8月に食道がんを告知された後は酒を断った。飲酒や食事を十分に付き合えることはビジネス上有力な武器だと考えており、それはがんになった後も変わらなかったが、それでも飲酒のコストは小さくなく、「近年の「飲酒関連評価損益」はマイナスに傾いていた」と2023年1月時点では評価していた。

## 主張

### 投資商品について
- 世の中にある運用商品の99%以上は、はじめから検討に値しないクズである[8]。
- 外貨建ての保険や投資信託などを売るセールスマンに外国通貨の先行きなどわかるはずもないし、そのセールスマンが属する会社の研究所やエコノミスト、運用のプロにも先行きはわからない。ブラックロック、フランクリン・テンプルトンなどグローバルな投資を行う一流の運用会社であっても、外国の国債や通貨の先行きはわからない。彼らがリスクの高い新興国の国債などに投資できる理由は、1つには分散投資ができるからその一部として投資できるのであり、もう1つには他人のお金だからだ。株価の下落を心配して株式を売り、株価が下がったところで買い戻そうといった試みは、プロがやっても成功しない場合のほうが多い[9]。
- 金融商品を買う場合｢年間の総支払い手数料が0.5％を超えるものを決して買わない｣と心に決めておくこと[10]。

### 公的年金への見解
- 公的年金は継続性に問題はないが、向こう30年くらいの間に2～3割程度縮小する。加えて、政府が言う所得代替率は、年金の受取額から差し引かれる税金、社会保険料を考慮していない名目額ベースのものなので、個人が将来生活の参考にするには問題があり、「手取りベースの所得代替率」を想定するにはさらに十数％のディスカウントが必要だ[9]。
- 「老後2000万円問題」以降、霞が関方面では使用を避けられる傾向にある言葉らしいが、「自助努力」は重要だ[9]。

### 金融機関に関する見解
- 銀行は決済業者と個人の帳尻を決済するだけで、個人の行動に関する情報を持てない。金融ビジネスの主なプレーヤーは、案外短期間で大きく入れ替わるだろう。当面は、キャッシュレス決済で誰が覇権を握って、データを保有するようになるのかに注目したい[11]。
- 金融機関が売ろうとしている「典型的なダメ投信」の商品と売り方の特徴を以下のようなものだと示している。(1)まず、「たとえば65歳で3500万円持っていても、資産を普通に取り崩すと、90歳になる前に資産が尽きます……」などと脅す。(2)次に、「上記のケースで、資産が3％の利回りで運用できると、110歳くらいまで『資産寿命』を延ばすことができます」と誘う。(3)商品は、「3％程度の利回りを目指す」などと、いかにもこれが良い資産寿命延命策であるかのように装う。(4)年金が入る偶数月ではなく奇数月に分配する商品が多い。高齢者に「安定的な現金収入のある生活」をイメージさせる。(5)商品は、販売手数料2％程度、運用管理費用年間1％程度のものが多い。(6)商品によっては、年間に運用資産額の「4％」「7％」「15％」などと、「資産の取り崩しニーズ」への対応を標榜するものもある。[12]

### 保険商品に関するアドバイス
- 貯蓄性の生命保険（外貨建ての終身保険など）のように実質的な手数料が明示されていないものや、自分で調べなければわからないものに関しては、「すべて」ダメだと考えていいと警鐘を鳴らしている[10]。
- 近年よく売られている外貨建ての生命保険など、すべて検討に値しない商品だと考えていいと述べている。手数料を知らずに商品を買うのは、控除率を知らずに馬券を買うくらい愚かなことであり、理性のある人間がすることではないと警鐘を鳴らしている[10]。
- 民間生保の「がん保険」は不要である。自分が将来がんに罹る確率と、どのくらいの出費が生じるかの推測と、これと保険料の負担の得失を考えると、加入者にとって損である[13]。自身が癌になっても、結論は変わらない[14]。保険料を毎月払うよりも、預金なり積立投資なりで蓄えたほうが合理的である[15]。

## 著書

### 単著
- 『ファンド・マネジメント：マーケットの本質と運用の実際』金融財政事情研究会、1995年。ISBN 978-4-322-22151-0。
- 『年金運用の実際知識』東洋経済新報社、1997年。ISBN 978-4-492-70042-6。
- 『お金がふえるシンプルな考え方：マネーのルール24』ダイヤモンド社、2001年。ISBN 978-4-478-62050-2。
- 『僕はこうやって11回転職に成功した』文藝春秋、2002年。ISBN 978-4-16-358580-2。
- 『山崎元のオトナのマネー運用塾：自己責任で真剣に楽しむ人のための96項』ダイヤモンド社、2002年。ISBN 978-4-478-62051-9。
- 『リスクとリターンで考えると、人生はシンプルになる！』ダイヤモンド社、2003年。ISBN 978-4-478-70280-2。
- 『転職哲学：気分良くはたらくための考え方』かんき出版、2004年。ISBN 978-4-7612-6217-4。
- 『お金をふやす本当の常識：シンプルで正しい30のルール』日経BPマーケティング、2005年。ISBN 978-4-532-19307-2。
- 『「投資バカ」につける薬』講談社、2006年。ISBN 978-4-06-282010-3。
- 『仕事のタブー300連発！』幻冬舎、2007年。ISBN 978-4-344-40897-5。
- 『いまどき！経済用語の新常識』小学館、2007年。ISBN 978-4-09-406007-2。
- 『新しい株式投資論：「合理的へそ曲がり」のすすめ』PHP研究所、2007年。ISBN 978-4-569-69208-1。
- 『会社は2年で辞めていい』幻冬舎新書、2007年。ISBN 978-4-344-98066-2。
- 『エコノミック恋愛術』筑摩書房、2008年。ISBN 978-4-480-06436-3。
- 『超簡単お金の運用術』朝日新聞出版、2008年。ISBN 978-4-02-273249-1。
- 『資産運用実践講座1（投資理論と運用計画編）』東洋経済新報社、2009年。ISBN 978-4-492-73255-7。
- 『資産運用実践講座2（株式投資と金融商品編）』東洋経済新報社、2009年。ISBN 978-4-492-73262-5。
- 『お金とつきあう7つの原則』ベストセラーズ、2010年。ISBN 978-4-584-13213-5。
- 『お金の教室：二十歳の君に贈る「マネー運用論」』NHK出版、2011年。ISBN 978-4-14-081474-1。
- 『全面改訂 超簡単お金の運用術』朝日新聞出版、2013年。ISBN 978-4-02-273525-6。
- 『学校では教えてくれないお金の授業』PHP研究所、2014年。ISBN 978-4-569-81885-6。
- 『図解 山崎元のお金に強くなる！：正しい貯め方・増やし方・使い方 一生役立つ「お金の基礎知識48」』ディスカヴァー・トゥエンティワン、2015年。ISBN 978-4-7993-1724-2。
- 『信じていいのか銀行員：マネー運用本当の常識』講談社、2015年。ISBN 978-4-06-288346-7。
- 『お金に強くなる！ハンディ版』ディスカヴァー・トゥエンティワン、2015年。ISBN 978-4-7993-1817-1。
- 『確定拠出年金の教科書』日本実業出版社、2016年。ISBN 978-4-534-05378-7。
- 『仕事とお金で迷っている私をホンネでズバッと斬ってください』すばる舎、2016年。ISBN 978-4-7991-0571-9。
- 『偏差値「10」の差を逆転する：時間と努力の投資理論』星海社、2016年。ISBN 978-4-06-138604-4。
- 『シンプルにわかる確定拠出年金』KADOKAWA、2017年。ISBN 978-4-04-082125-2。
- 『一生、同じ会社で働きますか？』文響社、2017年。ISBN 978-4-905073-97-0。
- 『山崎先生、将来、お金に困らない方法を教えてください！』プレジデント社、2017年。ISBN 978-4-8334-5124-6。※金子マヲ作画
- 『お金で損しないシンプルな真実：人生を自由に生きたい人はこれだけ知っていればいい』朝日新聞出版、2018年。ISBN 978-4-02-331692-8。
- 『定年後、お金で泣く人笑う人』マガジンハウス、2018年。ISBN 978-4-8387-2922-7。
- 『マンガでわかる シンプルで正しいお金の増やし方』講談社、2019年。ISBN 978-4-06-515571-4。※飛永宏之作画
- 『図解・最新 学校では教えてくれないお金の授業』PHP研究所、2021年。ISBN 978-4-569-85048-1。
- 『マンガでわかる 世界でただひとつの株式投資入門』講談社、2022年。ISBN 978-4-06-522371-0。※飛永宏之作画
- 『経済評論家の父から息子への手紙: お金と人生と幸せについて』Gakken、2024年。ISBN 978-4-05-406975-6。
- 『山崎元の最終講義 予想と希望を分割せよ』PHP研究所、2024年。ISBN 978-4-569-85650-6。
- 『山崎先生、お金の「もうこれだけで大丈夫！」を教えてください。：90分で一生役立つお金の授業』Gakken、2024年。ISBN 978-4-05-406984-8。
- 『がんになってわかったお金と人生の本質』朝日新聞出版、2024年。ISBN 978-4-02-251989-4。
- 『山崎元のライフマネジメント 幸せな人生のための基本戦略』Gakken、2025年。ISBN 978-4-05-922922-3。

### 共著
- （箭内昇）『ビジネスマンあなたの市場価値：これが21世紀のスタンダードだ！』ビジネス社、2003年。ISBN 978-4-8284-1070-8。
- （倉田真由美）『ダメだ！この会社：わが社も他社も丸裸』小学館、2005年。ISBN 978-4-09-387545-5。
- （鈴木雅光）『よくわかる証券業界』日本実業出版社、2006年。ISBN 978-4-534-04047-3。
- （大島和隆）『かんたん図解 しっかり儲けるETF入門』日本実業出版社、2008年。ISBN 978-4-534-04460-0。
- （水瀬ケンイチ）『ほったらかし投資術：インデックス運用実践ガイド』朝日新聞出版、2010年。ISBN 978-4-02-273369-6。
- （山口正洋・吉崎達彦）『ヤバい日本経済：常識を疑え！金融・経済、本当の話』東洋経済新報社、2014年。ISBN 978-4-492-39604-9。
- （水瀬ケンイチ）『全面改訂 ほったらかし投資術：インデックス運用実践ガイド』朝日新聞出版、2015年。ISBN 978-4-02-273621-5。
- （大橋弘祐）『難しいことはわかりませんが、お金の増やし方を教えてください！』文響社、2015年。ISBN 978-4-905073-24-6。
- （岩城みずほ）『そこ、ハッキリ答えてください！「お金」の考え方このままでいいのか心配です。』日本経済新聞出版社、2016年。ISBN 978-4-532-35705-4。
- （水瀬ケンイチ）『全面改訂 ほったらかし投資術：インデックス運用実践ガイド』朝日新聞出版、2017年。ISBN 978-4-02-293083-5。
- （岩城みずほ）『人生にお金はいくら必要か：超シンプルな人生設計の基本公式』東洋経済新報社、2017年。ISBN 978-4-492-73341-7。
- （大橋弘祐）『図解・最新 難しいことはわかりませんが、お金の増やし方を教えてください！』文響社、2017年。ISBN 978-4-86651-042-2。
- （岩城みずほ）『人生にお金はいくら必要か 増補改訂版』東洋経済新報社、2019年。ISBN 978-4-492-73353-0。
- （篠田尚子・森田まさお）『コロナに負けない 老後資産づくり』ビジネス教育出版社、2020年。ISBN 978-4-8283-0852-4。
- （大橋弘祐）『難しいことはわかりませんが、マンガと図解でお金の増やし方を教えてください！』文響社、2021年。ISBN 978-4-86651-430-7。
- （堀江貴文）『決定版！お金の増やし方＆稼ぎ方』徳間書店、2022年。ISBN 978-4-19-865482-5。
- （水瀬ケンイチ）『全面改訂 第3版 ほったらかし投資術』朝日新聞出版、2022年。ISBN 978-4-02-295167-0。
- （大橋弘祐）『超改訂版 難しいことはわかりませんが、お金の増やし方を教えてください！』文響社、2023年。ISBN 978-4-86651-670-7。

### 監修
- 『今買いの投資信託ランキング』宝島社、2018年。ISBN 978-4-8002-8312-2。
- 『山崎元のほったらかし投資』宝島社、2018年。ISBN 978-4-8002-8539-3。
- 『山崎元のやってはいけない資産運用：もう銀行・証券会社にだまされない!』宝島社、2019年。ISBN 978-4-8002-9131-8。
- 『山崎元のマネーの正解』宝島社、2020年。ISBN 978-4-299-00417-8。
- 『山崎元のほったらかし投資：資産運用の大正解』宝島社、2021年。ISBN 978-4-299-01691-1。
- 『山崎元のほったらかし投資：世界一やさしい資産運用術』宝島社、2023年。ISBN 978-4-299-03959-0。

## 出演

### テレビ
- 田村淳の訊きたい放題！（TOKYO MX）
- 情報プレゼンター とくダネ!（フジテレビ系）
- 週刊オリラジ経済白書（日本テレビ系）
- 情熱報道ライブ「ニューズ・オプエド®」（NOBORDER NEWS TOKYO）
- 週刊ニュース深読み（NHK総合）「年金は？住宅ローンは？　金融市場に異変アリ！？」（2013年6月15日）[16]
- 日曜討論（NHK総合）
  - GDP3期連続プラス　徹底討論　どうする消費増税（2013年8月18日）[17]
  - 経済専門家が徹底分析　円安株高・消費増税は（2014年11月9日）[18]
- オトナへのトビラTV（NHK Eテレ）「“いい”かげんな働き方って？」（2013年8月22日）[19]
- ビートたけしのTVタックル（テレビ朝日）「今、家は買うよりも借りた方がお得！？」（2015年6月29日）[20]
- クローズアップ現代（NHK総合）
  - “先行き不安病”を斬る！わが家のマネー防衛（2017年4月18日）[21]
  - あなたの資産をどう守る？　〜超低金利時代の処方箋〜（2018年10月30日）[22]
  - “老後2000万円” 将来不安につけ込まれるな！　現役世代に落とし穴も…（2019年7月2日）[23]

- ソクラテスのため息〜滝沢カレンのわかるまで教えてください〜（テレビ東京）
  - #1「年金激減!?サバイバル時代の生き方」（2019年10月16日）
  - #17「老後にお金を蓄える方法教えますSP」（2020年4月15日）

### ラジオ
- いとしのオールディーズ（2010年2月12日、NHKラジオ第1放送）